# Вакуумно-люминесцентный индикатор
Вакуумно-люминесцентный индикатор (ВЛИ), или катодолюминесцентный индикатор (КЛИ) (vacuum fluorescent display (VFD), нем. Digitron либо Fluoreszenzanzeige) — электровакуумный прибор, элемент индикации, работающий по принципу электронной лампы.
ВЛИ могут быть сегментными, матричными, мнемоническими, комбинированными.

## Устройство и принцип действия
Вакуумно-люминесцентный индикатор представляет собой электровакуумный триод прямого накала с множеством покрытых люминофором анодов. Параметры лампы подобраны таким образом, чтобы она могла работать при низких анодных напряжениях — от 9 до 27 В.

### Катод
Представляет собой катод прямого накала из вольфрама с добавлением 2 % тория для облегчения эмиссии при сравнительно небольшой температуре. Несмотря на то, что торий является радиоактивным элементом, вакуумно-люминесцентный индикатор совершенно не представляет опасности для оператора, поскольку, во-первых, процент тория в нити очень невелик, а во-вторых, большая часть атомов тория расположена в толще нити, и её излучение задерживается вольфрамом. При поднесении к индикатору дозиметра он не регистрирует какого-либо превышения уровня радиации над естественным фоном. А вот если индикатор разбился, его нить не рекомендуется подвергать нагреву во избежание попадания тория в воздух. Основная же опасность ложится на сотрудников заводов, где производят индикаторы, но и там, при соблюдении необходимых мер безопасности, они не подвергаются воздействию каких-либо опасных факторов.
В зависимости от высоты индикатора, применяют либо одну, либо несколько параллельно соединённых нитей диаметром меньше человеческого волоса. Для их натяжения применены небольшие плоские пружины. Напряжение накала, в зависимости от длины индикатора, составляет от 0,8 до 5 В. Если оно неизвестно, необходимо в полной темноте плавно повышать напряжение накала от нуля, пока не появится едва заметное красное свечение. Именно при такой температуре нити она способна чрезвычайно долго не перегорать. При большем напряжении, когда свечение катода хорошо заметно, риск перегорания возрастает. Разогрев занимает доли секунды и иногда сопровождается характерным акустическим «звоном» по причине температурных деформаций.
Чтобы улучшить равномерность свечения у многоразрядных индикаторов, их накал питают переменным током. Анодные и сеточные напряжения на индикатор при этом подают относительно средней точки накальной обмотки силового трансформатора. Для снижения неравномерности свечения, связанного с воздействием внешних электрических полей и зарядов, скапливающихся на стекле (диэлектрике), на внутреннюю поверхность колбы наносят напыление в виде прозрачного слоя металла, соединённого ещё одной плоской пружиной с одним из выводов нити накала.

### Сетки
В отличие от сеток приёмно-усилительных радиоламп, являющихся цилиндрическими, сетки ВЛИ — плоские. Количество сеток обычно равно количеству знакомест индикатора. Назначение сеток — двоякое: во-первых, они уменьшают напряжение, достаточное для того, чтобы индикатор светился ярко, а во-вторых, обеспечивают возможность коммутации разрядов при динамической индикации, превращая многоразрядный индикатор (либо совокупность нескольких одноразрядных индикаторов, одноимённые аноды которых соединены параллельно) в своего рода матрицу электровакуумных логических элементов «И».
Для того, чтобы «включить» разряд, на сетку подают положительное смещение, напряжение которого равно анодному. При небольших анодных напряжениях положительное смещение безвредно для лампы. Она работает в режиме с сеточным током.

### Аноды
Аноды покрыты люминофором с небольшой энергией возбуждения, составляющей всего несколько электрон-вольт. Именно этот факт и позволяет лампе работать при низком анодном напряжении, так как люминофор хорошо возбуждается электронами низкой энергии. Светятся сегменты и при освещении лампой чёрного света, энергия фотонов которой при длине волны в 380 нм составляет всего 3,27 эВ:
Аноды обычно находятся на плоской пластине из керамики либо стекла, на которой методом фотолитографии образована своеобразная печатная плата. В некоторых индикаторах, с целью повышения контрастности изображения и обеспечения возможности применения анодов неточной формы, между сетками и анодами размещена чернёная металлическая маска с отверстиями. В многоразрядных индикаторах соединение одноимённых анодов между собой, необходимое для динамической индикации, сделано прямо на пластине-плате, что позволяет сократить количество выводов у лампы. Если устройство динамической индикации собирается из множества дискретных одноразрядных индикаторов, такие соединения выполняются снаружи.
Именно износ люминофора, а вовсе не потеря эмиссии катода (поскольку катоды из торированного вольфрама очень долговечны), вызывает постепенное уменьшение яркости свечения индикатора. Это доказывается тем фактом, что редко используемые сегменты на одном и том же индикаторе могут светиться заметно ярче часто используемых, в то время, как при потере эмиссии катода они бы теряли яркость равномерно. С целью значительного замедления данного процесса рекомендуется подавать на аноды-сегменты напряжение не выше 12 В. На практике, однако, это требование нередко игнорируется, и индикаторы эксплуатируются при анодном напряжении в 27 В, отчего теряют яркость в течение нескольких лет. Причём, анодное напряжение обычно не стабилизированное, из-за чего оно пропорционально входному сетевому. Даже если в электросети выдерживается требуемый допуск +/- 10%, то, совместно с переходом в 1993 году с номинала 220 В на 230 В (ГОСТ 29322-92), верхний предел в 253 В по сравнению с расчётными 220, а это 1,15 раза, — даёт увеличение яркости и мощности, выделяемой на анодах, в 1,32 раза от максимальной рабочей. Это может значительно ускорить износ ВЛИ. Это же объясняет значительную разницу в ресурсе одного и того же ВЛИ в различных местах эксплуатации.
В основном в ВЛИ применяется люминофор с широкополосным спектром свечения, пик которого приходится на сине-зелёный цвет. В основном такие индикаторы закрывают зелёными светофильтрами, однако, широкополосность такого люминофора позволяет, используя другие светофильтры, получать и иные цвета свечения. Так, в таймере «Сигнал-201» используется жёлтый светофильтр, а в аналогичном по конструкции приборе «Электроника 21-10» — синий. Жёлтые светофильтры применены и в целом ряде видеомагнитофонов середины девяностых годов. Некоторые экземпляры первичных часов ПЧК-3 (без буквенного индекса «М») содержат красные светофильтры. Во всех указанных случаях, благодаря широкополосности спектра излучения люминофора, знаки на индикаторе «окрашиваются» в соответствующий цвет. Следует, однако, отметить, что светофильтры, цвет которых отличен от зелёного, способны заметно снижать общий кпд системы «индикатор-светофильтр».
Применяются в ВЛИ и люминофоры иных цветов свечения. Ими выделяют отдельные сегменты на фоне остальных, покрытых упомянутым выше широкополосным люминофором. Спектр излучения этих люминофоров более узкополосный, и светофильтр изменить цвет сегментов, покрытых ими, не способен (а способен лишь сделать их почти либо совсем невидимыми). Поэтому совместно с индикаторами, имеющими многоцветные сегменты, обычно применяют нейтральные светофильтры. Следует отметить, что некоторые из таких люминофоров имеют ещё более низкую энергию возбуждения — так, красные сегменты индикаторов способны светиться не только под лампой чёрного света, но и под синим светодиодом.

### Геттер
Геттер, аналогичный геттеру обычных радиоламп, расположен в баллоне индикатора на специальном держателе сбоку таким образом, чтобы не мешать выходу из него светового излучения, или выполнен в виде металлического напыления на колбе. При нарушении герметичности вакуум нарушается и геттер становится белым (см. рис.), что может служить способом контроля целостности индикатора.

## История
Предпосылками для создания вакуумно-люминесцентных индикаторов в 1960-х годах явились:
- Нежелание руководителей японских компаний, выпускавших электронные клавишные вычислительные машины (ЭКВМ), выплачивать роялти фирме «Burroughs», патент которой на газоразрядный индикатор в тот период ещё действовал;
- Уменьшение спроса на радиолампы, следствием которого заводы, где имеется оборудование для изготовления электровакуумных приборов, необходимо занимать производством других изделий во избежание закрытия;
- Отработанная на момент начала разработки ВЛИ технология изготовления сходных по принципу действия, однако, высоковольтных приборов — аналоговых электронно-оптических индикаторов типа «магический глаз» (так, ВЛИ первого поколения мало отличаются по конструкции от батарейных индикаторов «магический глаз» 1Е4А, DM70 и подобных);
- Необходимость разработки индикатора, для работы которого не требуются высокие напряжения, но позволяющего обойтись без пока дефицитных в ту эпоху светодиодов (вакуумный накальный индикатор, отвечающий этому требованию, в то время также ещё был запатентован, но другой американской компанией — RCA).

В СССР впервые ВЛИ были применены для калькулятора с названием ЭКВМ «24-71», этот калькулятор являлся функциональной копией аналогичной японской модели Sharp QT-8D. Когда в 1971 году отдавали технические требования на завод «Рефлектор», то разработчики боялись, что завод не успеет выпустить индикаторы к назначенному сроку. Чтобы подстраховаться и иметь возможность оперативно заменить их на японские аналоги, форма и расположение элементов было также аналогичным с японской моделью. Однако завод справился с заданием и выпустил индикаторы, которые впоследствии получили название ИВ-1 и ИВ-2. Последний, кроме калькулятора 24-71 и его аналога «Электроника С3-07», больше нигде не использовался.

### Поколения индикаторов
Вакуумно-люминесцентные индикаторы производились в СССР, ГДР, и Японии. В настоящее время они изготавливаются в Японии, в небольшом количестве производятся в России и на Украине. Все вакуумно-люминесцентные индикаторы, выпущенные когда-либо в мире, можно условно поделить на три поколения:
1. Индикаторы с цилиндрическим баллоном. Внутри баллона помещена плоская пластина с анодами, к которой прикреплены остальные электроды. Выводы расположены с торца лампы либо с обоих её торцов;
2. Индикаторы с плоским баллоном, набранным из листового стекла, склеенного особой мастикой, где верхнее стекло является выпуклым. Плоские выводы расположены на стыках баллона, штенгель вклеен отдельно сбоку либо с обратной стороны;
3. Индикаторы с плоским баллоном, отличающиеся от предыдущих тем, что верхнее стекло также является плоским. Чтобы его приподнять над системой электродов, по периметру индикатора вклеены тонкие стеклянные полоски. Данное усовершенствование позволило изготавливать индикатор практически полностью из листового стекла (за исключением штенгеля), уменьшить долю материала, идущего в отходы.

У ВЛИ первого поколения недостатками являются: сложность изготовления, затруднительность ручного определения цоколёвки, неудобство монтажа, опасность перелома пластины с анодами при механических воздействиях. Это грозит замыканием нити накала на другие электроды, и, при неграмотно спроектированных цепях питания и управления, выходом из строя и их. Указанные недостатки и вынудили производителей разрабатывать индикаторы последующих поколений.
У ВЛИ второго и третьего поколений первый и последний выводы — это всегда выводы нити накала. Выводы сеток у них легко определить визуально, а соответствие анодных выводов сегментам при отсутствии справочного листка определяют опытным путём, вводя индикатор в рабочий режим и коммутируя его аноды. Следует учитывать, что, хотя в таких индикаторах замыкание нити накала на другие электроды может случиться лишь при перегорании таковой, что случается крайне редко, проектировать цепи питания и управления индикатором всё равно следует с учётом возможности возникновения указанной ситуации.

## Специальные индикаторы
К специальным относятся индикаторы, по конструкции отличающиеся от традиционных.

### Индикаторы без сеток
Позволяют улучшить видимость изображения на индикаторе, однако, вынуждают отказаться от динамической индикации и несколько повысить анодное напряжение. Примеры таких приборов — линейный индикатор ИВ-26, применяемый в часах «Электроника 7», а также сегментные индикаторы фирмы «Сильвания» — 8843 и 8894.
Вакуумно-люминесцентный индикатор типа ИВ-26 способен отображать семь точек, расположенных в ряд. В отличие от других вакуумно-люминесцентных индикаторов, он не имеет сетки. Это исключает возможность использования его в системах динамической индикации и заставляет питать его аноды несколько завышенным напряжением. Существует три варианта индикатора ИВ-26, которые отличаются друг от друга цоколёвкой («тип 1», «тип 2», «тип 3»). У индикатора «тип 1» выведены контакты всех семи точек; у индикатора «тип 2» объединены выводы 1-2, 3-4-5, 6-7 точек; у индикатора «тип 3» объединены выводы 2-3 и 5-6 точек. Таким образом, может быть осуществлено подключение индикатора «тип 1» вместо «тип 2» или «тип 3» путём объединения выводов, но не наоборот.

### «Трёхмерные» индикаторы
Имеют сложную электродную систему, состоящую из следующих «слоёв» (перечисленных в направлении от наблюдателя): пластины с «передними» анодами-сегментами (которые являются прозрачными), «переднего» набора сеток, катода, «заднего» набора сеток и «задней» пластины с анодами-сегментами. Позволяют формировать изображение в двух плоскостях, расположенных одна за другой. Нашли применение в целом ряде музыкальных центров середины девяностых годов. Производители быстро отказались от них по причине сложности изготовления.

### Индикаторы обратной структуры
В них катод и пластина с анодами как бы переставлены местами, а сетки оставлены посередине. Аноды нанесены на переднее стекло. Сетки при этом не мешают наблюдателю видеть их.

### Индикаторы с ИМС на стекле (chip-on-glass, COG)
В них применяется технология, аналогичная той, что использована в некоторых ЖКИ. Применение бескорпусной КМОП ИМС, расположенной внутри баллона, позволяет резко сократить число выводов у лампы, однако, делает индикатор чувствительным к статическому электричеству. Примером такого прибора является отечественный шкальный индикатор типа ИВЛШУ1-11/2.

### Индикаторные модули
В них технология «chip on glass» не применяется, однако, за индикатором расположена плата, где размещены ИМС управления (как правило, совместимые с HD44780, RS-232 или протоколом параллельного порта) и преобразователь напряжения, позволяющий питать модуль одним напряжением (обычно 5 В). Подобные дисплейные модули часто используются в составе кассовых терминалов под названием «дисплей покупателя», а менее крупные, не имеющие собственного корпуса - в копировальных аппаратах, серверах и других устройствах. Некоторые из современных дисплеев покупателя выполнены вместо ВЛИ на цветных TFT-матрицах и совмещают в себе функции цифровой фоторамки для показа рекламы и виртуального "ВЛИ" с таким же шрифтом в нижней части экрана. По способам управления эти модули не отличаются от обычных.

## Применение не по назначению
Поскольку ВЛИ являются электронными лампами, возможно применение их для усиления электрических сигналов. При этом, приходится мириться с возникновением микрофонного эффекта (поскольку ВЛИ изначально не предназначены для использования в качестве усилительных радиоламп, в них не приняты меры по устранению такого эффекта). Накал в таких усилительных каскадах, с целью предотвращения появления фона, питают постоянным током.

## Производители
СССР
- Саратовский завод «Рефлектор»;[3]
- Орловский завод электронных приборов;[4]
- Ленинградское объединение «Светлана»;[5]
- Дятьковский завод «Анод».
- Винницкий завод «Октябрь»[6]

Россия
- Саратовский ООО "Росэлектрокомплект" (бывш. НИИ "Волга"),

- Орловский завод электронных приборов.[4]

Украина
- Ровенский завод Газотрон.[7]

Япония
- Futaba
- Noritake Itron